# Fédération internationale des associations de personnes âgées
La Fédération internationale des associations de personnes âgées (FIAPA) est une organisation internationale non gouvernementale (OING) créée à Paris le 26 septembre 1980 avec quatre pays européens : Belgique, Espagne, France et Italie. 
Sa croissance est, depuis lors, significative, puisque dès 1992, ses associations membres sont implantées dans 37 pays et rassemblent 100 millions d’adhérents.
Actuellement, elle est représentée sur les cinq continents et fédère 150 associations ou fédérations réunissant plus de 3 000 associations, ce qui représente environ 300 millions de séniors répartis sur une soixantaine de pays. 
Représentant leurs intérêts au niveau international, elle est dotée du statut consultatif ou participatif auprès des plus grandes organisations internationales : ONU, UNESCO, OMS, Conseil de l’Europe, Union européenne.